# برنامج جامعة فلوريدا لاضطراب الوسواس القهري
برنامج جامعة فلوريدا لاضطراب الوسواس القهري، (بالٳنجليزية: University of Florida Obsessive Compulsive Disorder (UF OCD) Program) وهي عيادة للعلاج والبحث في قسم الطب النفسي في جامعة فلوريدا. تقع في في غينزفيل، فلوريدا.

## تاريخ العيادة
أقيم بواسطة الدكتورين واين غودمان، وغاري روي جيفكن، يركز برنامج (UF OCD) على التدريب، وعلاج اضطراب الوسواس القهري. نشأ البرنامج كعيادة مستقلة داخل قسم الطب النفسي في جامعة فلوريدا، وتوسع إلى عيادة متكاملة مع الطب النفسي للأطفال والمراهقين، ومركز جامعة فلوريدا للتعافي من اضطرابات الأكل. بالإضافة إلى ذلك، يتعاون موظفو برنامج برنامج جامعة فلوريدا لاضطراب الوسواس القهري مع مركز الإنعاش في فلوريدا  في جامعة فلوريدا.
يستخدم البرنامج علاجًا سلوكيًا، معرفيًا، مع التعرض، والوقاية من الاستجابة (CBT-E/RP)، وهو علاج تم التحقق منه تجريبيًّا لعلاج مرض الأوراسي دي وغيره من اضطرابات القلق. وتعالج العيادة الأطفال والبالغين على حد سواء، كما أن معدل النجاح فيها أعلى من المتوسط الوطني.

## الأبحاث والدراسات
وبالإضافة إلى الخدمات السريرية، تعمل العيادة كمرفق أبحاث فعّال. استُخدمت العيادة كموقع للتحقق من صحة مقياس الوسواس القهري ييل-براون للأطفال. وكذلك موقع علاج لعدة دراسات ممولة اتحادياً، مثل R01 الأخيرة بتمويل اتحادي من المعهد الوطني للصحة العقلية لدراسة العلاج الدوائي والسلوكي للوسواس القهري للأطفال. وقد أسفرت هذه الدراسة عن العديد من الدراسات الهامة في العام الماضي، مثل الآثار السريرية للاكتئاب المرضي، مع إعداد العديد من الدراسات الأخرى حالياً.
بالإضافة إلى ذلك، كان البرنامج جزءًا من العديد من الدراسات التي تفحص العوامل العائلية التي تؤثر على نتيجة علاج الوسواس القهري، أهمية العلاقة بين المعالج والمريض أثناء علاج الوسواس القهري، وغيرها مما يتعلق بدراسة الاثار النفسية للعقاقير والأدوية  التي قد تحسن النتيجة.

## التدريب
برنامج الوسواس القهري هو واحد من البرامج التدريبية القليلة في الولايات المتحدة المعترف بها من قبل المؤسسة الدولية للوسواس القهري (IOCDF). يقوم البرنامج بتدريب المتدربين من خريجي الدراسات العليا، المتدربين، والمقيمين على مستوى تنفيذ وعلاج تصميم CBT-E/RP.